# Treno popolare

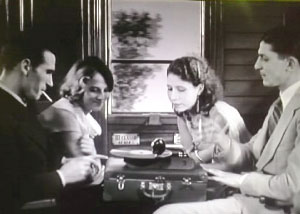
Scène du film.

Pour plus de détails, voir Fiche technique et Distribution.
Treno popolare (littéralement, Train populaire) est un film italien réalisé par Raffaello Matarazzo, sorti en 1933.

## Synopsis
Le film montre le voyage d'un groupe de citadins romains entre la capitale et Orvieto un dimanche. Après avoir brossé le portrait d'un certain nombre de voyageurs, le film se focalise essentiellement sur trois personnages, deux hommes et une femme, dans les rues, puis dans la campagne avoisinant Orvieto.

## Fiche technique
- Titre original : Treno popolare
- Réalisateur : Raffaello Matarazzo
- Scénaristes : Gastone Bosio, Raffaello Matarazzo et Gino Mazzucchi
- Assistant réalisateur : Marcello Caccialupi
- Photographie : Anchise Brizzi - Noir et Blanc
- Montage : Marcello Caccialupi
- Musique : Nino Rota
- Production : Giuseppe Amato pour la F.I.R.
- Directeur de production : Gastone Bosio
- Durée : 62 minutes
- Pays de production :  Royaume d'Italie
- Date de sortie : novembre 1933

## Distribution
- Marcello Spada : Carlo
- Lina Gennari : Lina
- Carlo Petrangeli : Giovanni
- María Denis : Maria, la jeune fille seule
- Cesare Zoppetti : le voyageur galant
- Jone Frigerio : son épouse
- Giuseppe Pierozzi : le voyageur corpulent
- Umberto Sacripante : le monsieur au pantalon de golf
- Raffaello Matarazzo : Le directeur de la fanfare

## Autour du film
- Institué en 1931, à l'initiative du gouvernement fasciste, les treni popolari avaient pour fonction de faire profiter les Italiens des classes moyennes et populaires des villes des possibilités de villégiature, en offrant d'importantes réductions sur le billet de train.
- D'un point de vue de l'histoire du cinéma, ce film peut être vu comme l'un des films annonciateurs du néo-réalisme italien. Il tient en tout cas aussi bien de Les Hommes le dimanche de Robert Siodmak ou de Nogent, Eldorado du dimanche de Marcel Carné, que de Partie de campagne de Jean Renoir.
- La scénariste Liana Ferri raconte, à propos de Raffaello Matarazzo et de son film : « Matarazzo était antifasciste, même s'il ne s'était jamais engagé politiquement. (...) Mais il disait que cette mesure — celle des treni popolari — n'était pas une bouffonnerie. "Bien ou mal, tous ces Italiens qui n'ont jamais bougé pourront commencer à voyager. Ce n'est pas quelque chose à rejeter. »[1].
- Jacques Lourcelles, très laudateur à l'égard du film et de Raffaello Matarazzo en général, écrit ceci : « Un des films phares du cinéma européen des années trente. Exprimant comme une nouvelle naissance du cinéma avec le parlant, Treno popolare rassemble et harmonise avec génie plusieurs caractéristiques du cinéma de l'époque. (...) Et le fait que le film se déroule entièrement en extérieurs a pu faire parler à son endroit — il précède d'un an Toni de Jean Renoir — de première œuvre néo-réaliste. Cette description est livrée avec un lyrisme délicat qui provient en partie de la structure musicale du film auquel la partition de Nino Rota (futur compositeur de prédilection de Federico Fellini), l'une des plus belles du cinéma, apporte une émotion et une grâce sans pareil. » Puis, il souligne, à propos de Nino Rota : « C'est Matarazzo qui l'avait persuadé de travailler pour le cinéma et la musique de Treno popolare est la première qu'il ait signée. »[2].